# وروتان (سیسیان)
وروتان (به ارمنی: Որոտան) یک سکونتگاه مسکونی در ارمنستان است که در استان سیونیک واقع شده‌است.  در  کیلومتری جنوب کاپان، مرکز استان سیونیک واقع شده است.

## خصوصیات
وروتان ۱۸٫۲۴ کیلومترمربع مساحت و ۲۶۳ نفر جمعیت دارد و در ارتفاع  متر بالاتر از سطح دریا قرار گرفته است.